# Configurable Logic Block

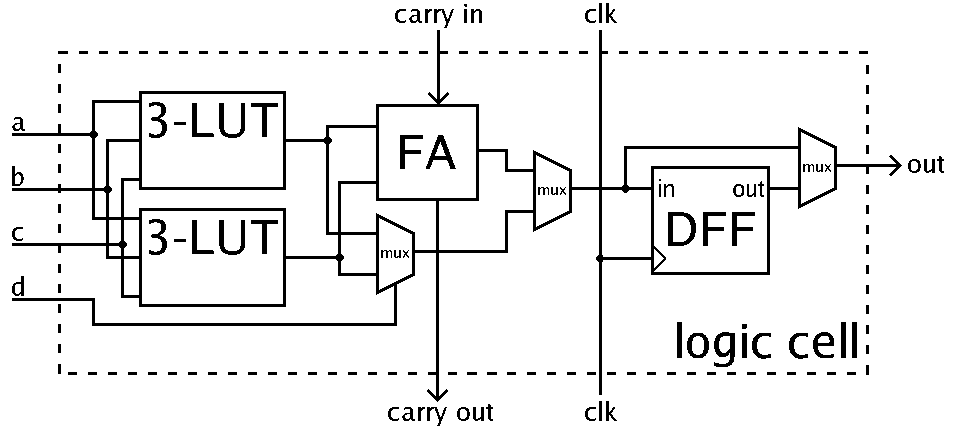
Beispielhafte innere Schaltung eines CLBs

Configurable Logic Block (CLB) sind im Bereich der Digitaltechnik Blöcke in einer programmierbaren elektrischen Schaltung, deren interne Elemente Lookup-Tabelle (LUT), AND-OR-Matrizen und Flipflops je nach Erfordernis während der Programmierung in einen bestimmten Zustand gebracht werden und dann später während des Betriebs entsprechend agieren. Des Weiteren befindet sich innerhalb eines CLB verschiedenartige Speicherelemente wie D-Flipflops (DFF) welche jeweils 1 Bit speichern können. Der Umfang und Anordnung der einzelnen elektronischen Schaltungselemente innerhalb eines CLBs ist je nach Bauelement und Hersteller verschiedenartig realisiert.
CLBs finden sich in Programmierbare logische Schaltungen (PLDs) und Field Programmable Gate Arrays (FPGAs).